# 1260
Năm 1260 là một năm trong lịch Julius.

## Sinh
- Henry de Cobham, nam tước thứ nhất của Cobham (mất năm 1339)
- Mate Csák, Hungary chính trị đầu sỏ
- Meister Eckhart, nhà thần học Đức, nhà triết học và thần bí (mất 1328)
- Agnes của Pháp, con gái của Louis VII của Pháp (mất 1240)
- Enguerrand de Marigny, bộ trưởng của Philip IV của Pháp
- Guillaume de Nogaret, người Pháp (năm rất không chắc chắn) (mất 1313)
- Maximus Planudes, nhà thần học Byzantine (khoảng ngày; mất năm 1330)
- Farsi, nhà toán học và vật lý học Ba Tư (mất 1320)